# Les Débats (Montréal)
Pour les articles homonymes, voir Les Débats.
Les Débats est un hebdomadaire fondé à Montréal par Paul de Martigny le 3 décembre 1899. Interdit le 4 octobre 1903 par Mgr Bruchési, il change de nom et devient Le Combat à partir du 11 octobre. Le 24 janvier 1904, apprenant que l'évêque de Montréal en interdit la lecture aux fidèles du diocèse, le journal publie son dernier numéro.
Paraissant le dimanche, le journal veut couvrir l'actualité étrangère et « suivre les événements politiques, commerciaux, financiers, scientifiques, littéraires, sportifs et religieux de notre pays ».

## Historique
Dès les premiers numéros, Olivar Asselin, sous le pseudonyme de Jules Vernier, dénonce la guerre des Boers et la politique anglaise au Transvaal. 
Sous la direction de Louvigny de Montigny, le journal accorde une large place aux événements culturels et à la vie littéraire. On y trouve des contributions de nombreux membres de l'École littéraire de Montréal, notamment Germain Beaulieu, Arthur de Bussières, Albert Lozeau, Pamphile Lemay, Charles Gill, Gustave Comte, Albert Laberge, ainsi que des contributions de Louis Dantin, Edmond Dyonnet, Albert Ferland et autres.
Beaucoup d'articles sont signés par des pseudonymes. Le pseudonyme collectif Joseph Saint-Hilaire est utilisé par Olivar Asselin, Gustave Comte, Charles Gill, Jean Charbonneau, Germain Beaulieu, Henri-Gaston et Louvigny de Montigny. 
Les Débats passera aux mains de Joseph-Eugène Pelletier le 8 mars 1900, puis à celles de Joseph-Ulric Bégin le 15 avril 1900. À partir du 6 mai 1900, le journal devient la propriété de « La Société anonyme des Débats »
(c’est-à-dire d’Alexandre Duclos) avec Louvigny de Montigny comme rédacteur en chef. 
Le 30 septembre 1900, pendant la campagne électorale fédérale, des rumeurs circulent au sujet de la vente du journal à I.-J. Tarte, alors ministre dans le gouvernement libéral. Cette vente est stigmatisée dans le même numéro par un poème de Louis Dantin intitulé « Les Trente Deniers ». Olivar Asselin quitte alors pour fonder l'éphémère Journal.
Louvigny de Montigny quitte le journal en octobre 1900 pour les Vrais Débats puis pour L’Avenir, qui ne survivra que trois mois.
À partir du 28 octobre 1900, la première page n’affichera plus la devise « Ni vendu ni à vendre » et portera la mention « Rédigé par un comité de rédaction ». Charles Gill en est le rédacteur jusqu’au 3 février 1901, date à laquelle il est remplacé par Adélard Lacasse puis par Ed. Charlier. Si Les Débats se montre alors plus favorable au parti libéral, il est finalement interdit par Mgr Bruchési le 4 octobre 1903. Réapparu la semaine suivante sous un nouveau nom, Le Combat, tout en gardant le même format et le même numérotage, il sera interdit de nouveau le 24 janvier 1904. Son successeur, L’Action, paraît le 31 janvier 1904 mais ne connaît qu’un seul numéro.

## Sources
- Micheline Cambron, La vie culturelle à Montréal vers 1900 : Biographie, Montréal, Fides, 2005
- Annette Hayward, La querelle du régionalisme au Québec (1904-1931) : Vers l’autonomisation de la littérature québécoise, Ottawa, Le Nordir, 2006, 622 p. (ISBN 978-2-89531-049-5)
- Hélène Pelletier-Baillargeon, Olivar Asselin et son temps : Le militant, Montréal, Fides, 1996
- Groupe de recherche CRSH et FQRSC « Penser l'histoire de la vie culturelle »